# Elliott Lewis (actor)
Elliott Lewis (28 de noviembre de 1917 – 23 de mayo de 1990) fue un actor, productor y director radiofónico de nacionalidad estadounidense, activo tanto en producciones humorísticas como dramáticas. Su talento le hizo ganarse el apodo de "Mr Radio".

## Biografía
Nacido en la ciudad de Nueva York, cuando era veinteañero Lewis fue a Los Ángeles, California, para hacer un curso preparatorio de derecho, pero las circunstancias acabaron llevándole a la actuación. Durante la Segunda Guerra Mundial Lewis fue sargento mayor encargado de la supervisión de shows emitidos por la American Forces Network.
En 1943, estando con licencia, Lewis se casó con Cathy Lewis, su primera esposa, con la que compartía apellido anteriormente a su boda. Cathy Lewis, que empezó a actuar en la radio como cantante del programa de Kay Kyser, era sobre todo conocida entre el público por encarnar a Jane en los shows radiofónico y televisivos My Friend Irma. El matrimonio produjo clásicos radiofónicos como Voyage of the Scarlet Queen y Suspense. Se divorciaron en 1958, y Lewis volvió a casarse en 1959, en esta ocasión con la actriz Mary Jane Croft, permaneciendo ambos juntos hasta la muerte de Lewis, ocurrida por un paro cardiaco en Gleneden Beach, Oregón, el 23 de mayo de 1990. Sus restos fueron incinerados, y las cenizas esparcidas en el mar.

### Trabajo radiofónico
Como actor de voz, Elliott Lewis estuvo muy solicitado en la radio, demostrando su talento en todos los géneros, desde la comedia al melodrama. Así, dio voz al detective de Rex Stout Archie Goodwin, actuando junto a Francis X. Bushman en la serie The Amazing Nero Wolfe (1946). Además, encarnó al aventurero Phillip Carney en el show de la Mutual Broadcasting System Voyage of the Scarlet Queen. 
Pero quizás el papel radiofónico más famoso de Lewis fue el del guitarrista Frankie Remley en el programa de la NBC The Phil Harris-Alice Faye Show. El programa pasó en 1949 a la CBS, y el personaje "Frankie Remley" pasó a llamarse "Elliott Lewis."  
Su siguiente interpretación de mayor fama como actor de voz no fue para la radio, sino como narrador del álbum de Gordon Jenkins "Manhattan Tower". 
Durante la emisión de The Phil Harris-Alice Faye Show, Lewis también dirigió la conocida serie radiofónica Suspense, destacando su intervención en el episodio Death on My Hands.
A Lewis también se le pudo oír en capítulos de The Clock, The Adventures of Maisie, y en literalmente cientos de otros shows. Él afirmaba que la interpretación era una actividad sencilla, y que prefería escribir y dirigir. Como productor, director y guionista, Lewis trabajó en programas como Broadway Is My Beat, Crime Classics y otros muchos, llegando a ser considerado como uno de los principales talentos del mundo de la radio. En total Lewis participó en más de 900 producciones radiofónicas.
En los años 70 Lewis produjo durante un breve tiempo dramas radiofónicos. Así, en 1973-1974 dirigió para Mutual The Zero Hour, presentada por Rod Serling. En 1979 produjo Sears Radio Theater con Sears como único patrocinador. En 1980 esa producción pasó de la CBS a Mutual, siendo renombrada The Mutual Radio Theater, con patrocinio de Sears, entre otras empresas.

### Cine
Aunque la radio fue su mayor pasión, Lewis también trabajó en el cine. Para la gran pantalla Lewis narró The Winner's Circle (1948) y encarnó a Rod Markle en The Story of Molly X (1949). Otras cintas en las cuales participó fueron Ma and Pa Kettle Go to Town (1950) y Saturday's Hero (1951).

### Televisión
Finalizada la Era Dorada de la Radio, Lewis se enfocó en la televisión, medio para el cual trabajo en programas como The Mothers-in-Law, Petticoat Junction y The Lucy Show (producción en la cual su mujer, Mary Jane Croft, interpretaba a la compañera de Lucille Ball). Su último trabajo con créditos fue como consultor ejecutivo de guiones de Remington Steele.